# Nazipunk
Nazipunk ist eine in der Punk-Szene verbreitete Bezeichnung für Personen mit neonazistischen oder rassistischen Ansichten, die sich an den Stil des Punks halten. Der Großteil der Punk-Bewegung steht ihnen ablehnend gegenüber, da sie das Selbstverständnis der Punks und nationalsozialistische Denkweisen als widersprüchlich ansieht. Dennoch existierten und existieren einige Individuen und Bands mit rechtsextremen und zumindest rechtsoffenen Haltungen.
Die Bezeichnung selbst tauchte eventuell zum ersten Mal in einem Stück der Dead Kennedys namens Nazi Punks Fuck Off (engl. ‚Nazipunks, verpisst euch!‘) auf. Dessen Text ging allerdings nur an einer Stelle explizit auf Punks mit Faible für  Nazi-Symbolik ein. Der restliche Text kritisierte Gewalt auf den Tanzflächen und Machismo, deren Protagonisten Dead-Kennedys-Sänger Jello Biafra mit Jocks und Nazis verglich, und den elitären Anstrich der Hardcore-Punk-Szene mit ihren Dresscodes und Regeln.

## Geschichtlicher Hintergrund
In seiner Frühphase war es bei vielen Punk-Bands verbreitet, mit Neonazismus, zumeist offen ironisch und satirisch, zu kokettieren. So fanden sich Liedtexte wie Masterrace Rock (The Dictators), Blitzkrieg Bop (Ramones), Belsen Was a Gas (Sex Pistols), Nazi Baby (The Vibrators), (I Wanna Form My Own) Nazi Party (The Models). Auch andere Liedtexte wurden kontrovers gesehen, so konnten White Riot (The Clash), Puerto Rican (Adam and the Ants), I Feel Like a Wog (The Stranglers) oder Love in a Void (Siouxsie and the Banshees) durchaus rassistisch bzw. antisemitisch aufgefasst werden. Andererseits kokettierten viele Gruppen auch äußerlich mit Nazisymbolik, nicht nur Bands wie die Sex Pistols, Joy Division oder Siouxsie and the Banshees, sondern auch weniger bekannte Gruppen wie The Skids. Crispin Sartwell unterstellt dem Punk, mit seiner Definition in Abgrenzung zu den Hippies eine rechte Politik als Standard angenommen zu haben. Allerdings sei es schwer, Punk als Ganzes beim Untersuchen der Politik der prägenden Bands nicht als anarchistische Bewegung zu sehen. Die Doppeldeutigkeit zog Personen an, die tatsächlich rassistisch gesinnt waren und für die Nazi-Symbolik nichts Ironisches und keinen Bezug zur Pop-Art mehr darstellte, sondern ein ernstgemeintes Bekenntnis war. So gründete sich im Umfeld der britischen National Front eine militante Neonazigruppe namens Punk Front, welche sich ausschließlich aus Punks rekrutierte und etliche Nazipunk-Bands (u. a. The Dentists, The Ventz, Tragic Minds, White Boss) hervorbrachte. Aus dem neonazistischen Teil der Punk-Szene gingen auch die Gruppen Skrewdriver und Brutal Attack hervor, die später äußerlich den Skinhead-Stil adaptierten, worin ihnen die meisten vormaligen Nazipunks folgten und zu einer neuen Subszene, den „Nazi-Skinheads“, wurden und mit White Noise und Rock Against Communism eine musikalische Bewegung formierten, deren Bands musikalisch größtenteils simplen Streetpunk, oftmals mit Heavy Metal und Hard-Rock-Einflüssen, spielten und als „Nazipunk“ angesehen werden kann.
Was in London bereits in den späten 1970ern begonnen hatte, wiederholte sich einige Jahre später in den USA und Deutschland. Jello Biafra kritisierte in Nazi Punks Fuck Off Gewalt auf den Tanzflächen und verglich die Täter mit Nazis. Kurz darauf gaben sich echte Neonazis innerhalb der Szene zu erkennen. In der US-amerikanischen Hardcore-Szene wurden zynische Texte wie White Minority (Black Flag), Guilty of Being White (Minor Threat) oder Public Assistance (Agnostic Front) als rassistisch interpretiert und Hardcore-Punk-Gruppen sahen sich plötzlich mit eindeutig rassistisch und rechtsradikal gesinnten Fans konfrontiert. Hinzu kamen einige Gruppen, welche selber zwar nicht rechtsradikal waren, jedoch durch patriotische und nationalistische Parolen auch ein Neonazi-Publikum anzogen. So kritisierten die Dead Milkmen in einem ihrer Lieder die Gruppe The F.U.’s und ihre Fans: „We hate blacks, and we hate jews, and we hate punks, but we love the F.U.’s“ (aus dem Stück Tiny Town vom Album Big Lizard in My Backyard). Ebenfalls mit Neonazismus kokettierte die Death-Rock- und Gothabilly-Gruppe Radio Werewolf, die auch ein entsprechendes Publikum anzog. Im Gefolge britischer R.A.C.-Bands formierten sich jedoch auch amerikanische Nazipunk- und „NS-Hardcore“-Gruppen wie F.F.F., White Pride, Max Resist and the Hooligans, Mid Town Bootboys und The Bully Boys, die optisch wie ihre britischen Vorbilder bald größtenteils als Skinheads auftraten und in deren Umfeld später die Neonaziorganisation Hammerskins entstand. Auch zahlreiche Punk-Straßengangs  übernahmen mit der Zeit das Erscheinungsbild der Skinheads, von denen einige auch rechtsradikale Ansichten und Nazihabitus aufgriffen (anfangs v. a. die bereits genannten F.F.F., aber später vor allem „Public Enemy No1“ und die „Nazi Lowriders“) und teilweise unter Einfluss älterer rechtsradikaler Organisationen wie der American Front oder Gefängnisgangs wie der Aryan Brotherhood gerieten.
In Deutschland übernahmen einige Punk-Bands den „Nazi-Chic“ der Sex Pistols, so u. a. Punkenstein oder Smash. Auch die Musikindustrie spielte hierbei eine Rolle: so wollte z. B. das Plattenlabel Teldec der Gruppe Big Balls and the Great White Idiot ein skandalträchtiges Naziimage verpassen, was bei der Band jedoch auf Ablehnung stieß. Andere gerieten wegen kontroverser Texte in die Kritik, u. a. Dachau Disco (Cretins), Militürk (Mittagspause), Ewiger Hass (Junge Front), Party in der Gaskammer (Middle Class Fantasies), Dachau (A+P), Türkenblues (Tollwut), und auch Band-Namen (SS Ultrabrutal) und Artwork sowie Kleidungsstil sorgten für Verwirrung, so vor allem bei OHL oder Deutsch Amerikanische Freundschaft. Einige Band-Mitglieder wie Teile von Circle of Sig-Tiu (mit Josef Maria Klumb), Böhse Onkelz, Cotzbrocken oder Daily Terror entwickelten sich aber tatsächlich, zumindest zeitweise, in die politisch rechte und sogar rechtsextreme Ecke.
Im Gefolge kontroverser Bands und Images traten auch in Deutschland bald die ersten Nazipunks auf, so u. a. die Hamburger Gruppierung Savage Army (SA). Doch wie in den USA und Großbritannien übernahmen auch hier bald die meisten ehemaligen Nazipunks bald ein Skinhead-Erscheinungsbild, wobei sich generell der Großteil der ersten Skinheadgeneration in Deutschland aus ehemaligen Punks rekrutierte.
Auch später entstanden immer wieder Bands und Individuen, die sich selbst als Nazipunks bezeichnen oder als solche bezeichnet wurden, u. a. mit der zweiten und dritten Generation der Hatecore-Szene oder den autonomen Nationalisten. Teilweise ist die Abgrenzung ideologischer Neonazis zu Personenkreisen, welche lediglich reaktionäre oder patriotische Ansichten äußern und bei denen die Grenze zu Nationalismus, Chauvinismus, Sexismus und Homophobie überschritten werden, fließend. In diesem Sinne wird der Begriff „Nazipunk“ innerhalb der Punk-Bewegung auch als reines Schimpfwort verwendet.

## Nazipunk-Bands
Als Nazipunk-Bands bezeichnete Musikgruppen sind zum Beispiel:
- ABH
- Above the Ruins
- A.D.L. 122 (Italien)
- Anal Cunt
- Arma Blanca
- Brutal Attack
- Chaos 88
- Chaotic PigSS (Chile)
- The Dirty White Punks
- Fight for Freedom
- Final Blow 88
- Forward Area
- The Fuck-Ups
- Homicide
- Midgårds Söner
- Ódio Mortal
- Phase One
- Pogrom (Griechenland)[11]
- Punkfront
- The Raw Boys
- Rotte Charlotte (Deutschland)
- V-Punk
- Warfare 88
- Youth Defense League

## Sonstiges

### Nazipunk in der Popkultur
Die Nazi-Punk-Subkultur fand Eingang in einige Filme, vornehmlich der „Punxploitation“-Kategorie, unter anderem treten Nazipunks in Die Klasse von 1984, Punk! oder Surf Nazis Must Die auf.

### Kontroversen um Bands
Es gibt in der Punk-Szene auch einige umstrittene Bands, denen eine nicht offen gezeigte neonazistische Einstellung nachgesagt wird.
- The Exploited wurden und werden aufgrund ihres Frontmannes und Songschreibers Wattie Buchan oft kritisiert, da sie mitunter sexistische und homophobe Texte haben (Fuck a Mod, Porno Slut) und die 12”-EP War Now antisemitische Beschimpfungen in den Credits aufweist. Jello Biafra von den Dead Kennedys wirft der Band vor, immer schon eine konservative Haltung vertreten zu haben. Zudem macht er Wattie Buchan für einen Überfall auf ein Dead-Kennedys- und MDC-Konzert im Jahr 1981 verantwortlich, an dem sowohl Mitglieder des British Movement als auch der Exploited Roadcrew beteiligt waren.[12][13] Die Band selbst distanziert sich von Neonazi-Vorwürfen.[14][15]
- Auch der deutschen Band SS-Kaliert wurde dieser Vorwurf wegen des kontroversen Liedtextes zu Faschistenpack gemacht. Darüber hinaus fiel der Gitarrist der Band, die sich nicht eindeutig auf der linken Seite positioniert, mit einem T-Shirt der Band The Jinx auf. Aufgrund dieser Vorwürfe bezog die Band in ihrem Lied Auge um Auge und in Interviews klar Stellung. Faschistenpack wird von der Band seit über vier Jahren nicht mehr live gespielt.
- Weitere Vorwürfe gab es gegen Willi Wucher von der Band Pöbel & Gesocks, dass er privat Kontakte zu neonazistischen Kreisen unterhielte. Wucher spielte in den 1980er-Jahren bei der Oi!-Band Body Checks, die in einem ihrer Stücke zu Gewalt gegen Punks aufrief, sich in den 90ern unter Beteiligung lediglich eines Originalmitglieds (nicht Wuchers) reformierte und bei Torsten Lemmers Plattenfirma Funny Sounds ein Reunion-Album einspielte. In seinem alten Fanzine Scumfuck berichtete er einmal über den Besuch eines Skrewdriver-Konzertes, was ihm Kritik von Lesern und anderen Fanzines einbrachte. Außerdem unterhielt er eine kurze Geschäftsbeziehung zu der Plattenfirma Dim Records. In mehreren Artikeln auf der Homepage von Indymedia versuchte er sich endgültig von den Vorwürfen zu befreien.[16]
- Der ehemalige APPD-Politiker Karl Nagel stand ebenfalls längere Zeit im Verdacht, neonazistisch zu sein, da ihm vorgeworfen wurde, mit der APPD zur Zusammenarbeit Rechtsextremer und Linker aufgefordert zu haben, und er einen Link zur Querfront auf seiner Homepage hatte. Er hatte an mindestens einem Querfronttreffen der Nationalanarchisten teilgenommen.[17] Später traf er dann Christian Worch.[18]
- Die Band OHL, die sich unter anderem in ihren Liedtexten und auf den Plattenhüllen mehrerer Veröffentlichungen auch klar gegen Links ausspricht[19][20][21], ist ebenfalls von solchen Vorwürfen betroffen. Auch wird ihr aufgrund ihres Bandnamens sowie ihrer Albennamen und -cover, die fast ausschließlich Soldaten zeigen, Soldatenverherrlichung vorgeworfen. Da sich OHL aber gleichzeitig auch gegen Rechtsradikalismus aussprechen, werden sie auch gerne als „CDU-Punks“ tituliert. Die Gruppe selbst verortet sich politisch im Radikalliberalismus[22].
- Der Band V-Punk wurde in einem Blog Nähe zum Rechtsextremismus vorgeworfen, da ihr mittlerweile verstorbener Sänger Zeljko Topić Kontakte zur rechtsextremen Szene unterhielt.[23][24]